# Pałac Ulriksdal
Pałac Ulriksdal (szw. Ulriksdals slott) – pałac położony nad zatoką Edsviken w miejskim parku narodowym Ekoparken w gminie Solna w regionie Sztokholm w Szwecji. Pałac został wybudowany w latach 1643–1645 przez architekta Hansa Jacoba Kristlera dla Jacoba De la Gardiego (stąd wcześniejsza nazwa pałacu – Jakobsdal).
Na terenie w pobliżu pałacu znajdują się:
- oranżeria z początku XVIII w. ze zbiorami rzeźb szwedzkich artystów
- park z rzeźbami Carla Millesa
- teatr Confidencen
- kaplica